# Inês de Württemberg
Paulina Luísa Inês de Württemberg (em alemão: Pauline Louise Agnes; 13 de outubro de 1835 - 10 de junho de 1886) foi uma aristocrata e escritora alemã com o pseudónimo de Angela Hohenstein.

## Vida e família
A duquesa Inês nasceu em Carlsruhe, no Reino da Prússia, uma cidade que actualmente pertence à Polónia. Era a filha mais nova do duque Eugénio de Württemberg e da princesa Helena de Hohenlohe-Langenburg. Inês tinha três meios-irmãos do primeiro casamento do pai com a princesa Matilde de Waldeck e Pyrmont.
Inês criou várias fundações e instituições que tinham o seu nome, tais como a Escola Inês, uma escola para criadas em Gera.

## Casamento e descendência
Inês casou-se a 6 de Fevereiro de 1858 em Carlsruhe com o príncipe Henrique XIV, Príncipe Reuss de Gera, filho do príncipe Henrique LXVII, Príncipe Reuss de Gera e da princesa Adelaide de Reuss-Ebersdorf.
O casal teve dois filhos:
1. Henrique XXVII, Príncipe Reuss de Gera (10 de novembro de 1858 – 21 de novembro de 1928), casado com a princesa Elisa de Hohenlohe-Langenburg, com descendência.
2. Isabel Reuss de Gera (27 de outubro de 1859 – 23 de fevereiro de 1951), casada com o príncipe Hermano de Solms-Braunfels, com descendência.

## Trabalhos
- Helene (narrativa, 1867)
- Aus schönen Stunden. Acht Bilder (enth.: Fra Giovanni Angelico da Fiesole, Roswitha, Aus Venedig, Eine Waldphantasie, Drei Volkslieder in einem Bilde, Im Hinterstübchen, Die Lilie auf dem Meraner Friedhof, Johann Arnolds Tagebuch; 1878)
- Der Segen der Grossmutter (Familienbild in zwei Bänden; 1880)

## Genealogia
| Inês de Württemberg | Pai: Eugénio de Württemberg         | Avô paterno: Eugénio Frederico de Württemberg      | Bisavô paterno: Frederico Eugénio II, Duque de Württemberg |
| Inês de Württemberg | Pai: Eugénio de Württemberg         | Avô paterno: Eugénio Frederico de Württemberg      | Bisavó paterna: Sofia Doroteia de Brandemburgo-Schwedt     |
| Inês de Württemberg | Pai: Eugénio de Württemberg         | Avó paterna: Luísa de Stolberg-Gedern              | Bisavô paterno: Cristiano Carlos de Stolberg-Gedern        |
| Inês de Württemberg | Pai: Eugénio de Württemberg         | Avó paterna: Luísa de Stolberg-Gedern              | Bisavó paterna: Leonor de Reuss-Lobenstein                 |
| Inês de Württemberg | Mãe: Helena de Hohenlohe-Langenburg | Avô materno: Carlos Luís I de Hohenlohe-Langenburg | Bisavô materno: Cristiano Alberto de Hohenlohe-Langenburg  |
| Inês de Württemberg | Mãe: Helena de Hohenlohe-Langenburg | Avô materno: Carlos Luís I de Hohenlohe-Langenburg | Bisavó materna: Carolina de Stolberg-Gedern                |
| Inês de Württemberg | Mãe: Helena de Hohenlohe-Langenburg | Avó materna: Amália de Solms-Baruth                | Bisavô materno: João Cristiano II de Solms-Baruth          |
| Inês de Württemberg | Mãe: Helena de Hohenlohe-Langenburg | Avó materna: Amália de Solms-Baruth                | Bisavó materna: Frederica Luísa de Reuss-Köstritz          |